# Världsmästerskapet i schack 2016
Världsmästerskapet i schack 2016 var en titelmatch mellan den regerande världsmästaren Magnus Carlsen och utmanaren Sergej Karjakin. Den spelades i New York mellan den 10 och den 30 november 2016. Matchen spelades över tolv ordinarie partier som slutade oavgjort, 6–6. Därefter följde fyra snabbschackpartier som slutade med att Carlsen behöll världsmästartiteln.

## Kandidatturneringen
För att utse en utmanare hölls en kandidatturnering med åtta deltagare i Moskva den11 till 30 mars 2016.
Sergej Karjakin segrade med 8½ poäng på 14 ronder och kvalificerade sig därmed för titelmatchen mot Carlsen.
| Placering | Namn              | Elo-rating mars 2016 | Poäng | Kvalificerad genom                                          |
| --------- | ----------------- | -------------------- | ----- | ----------------------------------------------------------- |
| 1         | Sergej Karjakin   | 2760                 | 8½    | Vinnare av FIDE World Cup 2025                              |
| 2         | Fabiano Caruana   | 2794                 | 7½    | Vinnare av FIDE Grand Prix 2014–2015                        |
| 3         | Viswanathan Anand | 2762                 | 7½    | Förlorare i titelmatchen i världsmästerskapet i schack 2014 |
| 4         | Peter Svidler     | 2757                 | 7     | Tvåa i FIDE World Cup 2015                                  |
| 5         | Levon Aronian     | 2786                 | 7     | Nominerad av arrangören (wild card)                         |
| 6         | Anish Giri        | 2793                 | 7     | Högsta genomsnittliga rating 2015                           |
| 7         | Hikaru Nakamura   | 2790                 | 7     | Tvåa i FIDE Grand Prix 2014–2015                            |
| 8         | Veselin Topalov   | 2780                 | 4½    | Högsta genomsnittliga rating 2015                           |

## Regler
Titelmatchen spelades över tolv partier. I varje parti hade spelarna 100 minuter, plus ett tillägg på 30 sekunder för varje drag, på sig att göra sina första 40 drag. Efter 40 drag fick spelarna ett tillägg på 50 minuter för de följande 20 dragen, och efter 60 drag ett tillägg på 15 minuter för resten av partiet.
Om matchen var oavgjord efter de första tolv partierna så spelades fyra partier snabbschack. Om det var oavgjort även efter dessa så spelades upp till fem matcher med två partier blixtschack, där den första spelaren att vinna en blixtmatch segrade. Om det fortfarande var oavgjort så avgjordes matchen i ett parti armageddon.
Det var inte tillåtet att bjuda remi innan 30 drag var gjorda.

## Resultat
| Namn            | Rating | Ordinarie partier | Ordinarie partier | Ordinarie partier | Ordinarie partier | Ordinarie partier | Ordinarie partier | Ordinarie partier | Ordinarie partier | Ordinarie partier | Ordinarie partier | Ordinarie partier | Ordinarie partier | Särspel | Särspel | Särspel | Särspel | Poäng |
| Namn            | Rating | 1                 | 2                 | 3                 | 4                 | 5                 | 6                 | 7                 | 8                 | 9                 | 10                | 11                | 12                | 13      | 14      | 15      | 16      | Poäng |
| --------------- | ------ | ----------------- | ----------------- | ----------------- | ----------------- | ----------------- | ----------------- | ----------------- | ----------------- | ----------------- | ----------------- | ----------------- | ----------------- | ------- | ------- | ------- | ------- | ----- |
| Magnus Carlsen  | 2853   | ½                 | ½                 | ½                 | ½                 | ½                 | ½                 | ½                 | 0                 | ½                 | 1                 | ½                 | ½                 | ½       | ½       | 1       | 1       | 6 (3) |
| Sergej Karjakin | 2772   | ½                 | ½                 | ½                 | ½                 | ½                 | ½                 | ½                 | 1                 | ½                 | 0                 | ½                 | ½                 | ½       | ½       | 0       | 0       | 6 (1) |

|   | a | b | c | d | e | f | g | h |   |
| 8 | c8 vit torn · e7 svart löpare · f7 svart bonde · g7 svart bonde · h7 svart kung · b6 svart bonde · d6 svart bonde · f5 vit torn · h5 vit bonde · e4 vit bonde · f4 vit drottning · f3 vit bonde · a2 svart torn · f2 svart drottning · h2 vit bonde · h1 vit kung | c8 vit torn · e7 svart löpare · f7 svart bonde · g7 svart bonde · h7 svart kung · b6 svart bonde · d6 svart bonde · f5 vit torn · h5 vit bonde · e4 vit bonde · f4 vit drottning · f3 vit bonde · a2 svart torn · f2 svart drottning · h2 vit bonde · h1 vit kung | c8 vit torn · e7 svart löpare · f7 svart bonde · g7 svart bonde · h7 svart kung · b6 svart bonde · d6 svart bonde · f5 vit torn · h5 vit bonde · e4 vit bonde · f4 vit drottning · f3 vit bonde · a2 svart torn · f2 svart drottning · h2 vit bonde · h1 vit kung | c8 vit torn · e7 svart löpare · f7 svart bonde · g7 svart bonde · h7 svart kung · b6 svart bonde · d6 svart bonde · f5 vit torn · h5 vit bonde · e4 vit bonde · f4 vit drottning · f3 vit bonde · a2 svart torn · f2 svart drottning · h2 vit bonde · h1 vit kung | c8 vit torn · e7 svart löpare · f7 svart bonde · g7 svart bonde · h7 svart kung · b6 svart bonde · d6 svart bonde · f5 vit torn · h5 vit bonde · e4 vit bonde · f4 vit drottning · f3 vit bonde · a2 svart torn · f2 svart drottning · h2 vit bonde · h1 vit kung | c8 vit torn · e7 svart löpare · f7 svart bonde · g7 svart bonde · h7 svart kung · b6 svart bonde · d6 svart bonde · f5 vit torn · h5 vit bonde · e4 vit bonde · f4 vit drottning · f3 vit bonde · a2 svart torn · f2 svart drottning · h2 vit bonde · h1 vit kung | c8 vit torn · e7 svart löpare · f7 svart bonde · g7 svart bonde · h7 svart kung · b6 svart bonde · d6 svart bonde · f5 vit torn · h5 vit bonde · e4 vit bonde · f4 vit drottning · f3 vit bonde · a2 svart torn · f2 svart drottning · h2 vit bonde · h1 vit kung | c8 vit torn · e7 svart löpare · f7 svart bonde · g7 svart bonde · h7 svart kung · b6 svart bonde · d6 svart bonde · f5 vit torn · h5 vit bonde · e4 vit bonde · f4 vit drottning · f3 vit bonde · a2 svart torn · f2 svart drottning · h2 vit bonde · h1 vit kung | 8 |
| 7 | c8 vit torn · e7 svart löpare · f7 svart bonde · g7 svart bonde · h7 svart kung · b6 svart bonde · d6 svart bonde · f5 vit torn · h5 vit bonde · e4 vit bonde · f4 vit drottning · f3 vit bonde · a2 svart torn · f2 svart drottning · h2 vit bonde · h1 vit kung | c8 vit torn · e7 svart löpare · f7 svart bonde · g7 svart bonde · h7 svart kung · b6 svart bonde · d6 svart bonde · f5 vit torn · h5 vit bonde · e4 vit bonde · f4 vit drottning · f3 vit bonde · a2 svart torn · f2 svart drottning · h2 vit bonde · h1 vit kung | c8 vit torn · e7 svart löpare · f7 svart bonde · g7 svart bonde · h7 svart kung · b6 svart bonde · d6 svart bonde · f5 vit torn · h5 vit bonde · e4 vit bonde · f4 vit drottning · f3 vit bonde · a2 svart torn · f2 svart drottning · h2 vit bonde · h1 vit kung | c8 vit torn · e7 svart löpare · f7 svart bonde · g7 svart bonde · h7 svart kung · b6 svart bonde · d6 svart bonde · f5 vit torn · h5 vit bonde · e4 vit bonde · f4 vit drottning · f3 vit bonde · a2 svart torn · f2 svart drottning · h2 vit bonde · h1 vit kung | c8 vit torn · e7 svart löpare · f7 svart bonde · g7 svart bonde · h7 svart kung · b6 svart bonde · d6 svart bonde · f5 vit torn · h5 vit bonde · e4 vit bonde · f4 vit drottning · f3 vit bonde · a2 svart torn · f2 svart drottning · h2 vit bonde · h1 vit kung | c8 vit torn · e7 svart löpare · f7 svart bonde · g7 svart bonde · h7 svart kung · b6 svart bonde · d6 svart bonde · f5 vit torn · h5 vit bonde · e4 vit bonde · f4 vit drottning · f3 vit bonde · a2 svart torn · f2 svart drottning · h2 vit bonde · h1 vit kung | c8 vit torn · e7 svart löpare · f7 svart bonde · g7 svart bonde · h7 svart kung · b6 svart bonde · d6 svart bonde · f5 vit torn · h5 vit bonde · e4 vit bonde · f4 vit drottning · f3 vit bonde · a2 svart torn · f2 svart drottning · h2 vit bonde · h1 vit kung | c8 vit torn · e7 svart löpare · f7 svart bonde · g7 svart bonde · h7 svart kung · b6 svart bonde · d6 svart bonde · f5 vit torn · h5 vit bonde · e4 vit bonde · f4 vit drottning · f3 vit bonde · a2 svart torn · f2 svart drottning · h2 vit bonde · h1 vit kung | 7 |
| 6 | c8 vit torn · e7 svart löpare · f7 svart bonde · g7 svart bonde · h7 svart kung · b6 svart bonde · d6 svart bonde · f5 vit torn · h5 vit bonde · e4 vit bonde · f4 vit drottning · f3 vit bonde · a2 svart torn · f2 svart drottning · h2 vit bonde · h1 vit kung | c8 vit torn · e7 svart löpare · f7 svart bonde · g7 svart bonde · h7 svart kung · b6 svart bonde · d6 svart bonde · f5 vit torn · h5 vit bonde · e4 vit bonde · f4 vit drottning · f3 vit bonde · a2 svart torn · f2 svart drottning · h2 vit bonde · h1 vit kung | c8 vit torn · e7 svart löpare · f7 svart bonde · g7 svart bonde · h7 svart kung · b6 svart bonde · d6 svart bonde · f5 vit torn · h5 vit bonde · e4 vit bonde · f4 vit drottning · f3 vit bonde · a2 svart torn · f2 svart drottning · h2 vit bonde · h1 vit kung | c8 vit torn · e7 svart löpare · f7 svart bonde · g7 svart bonde · h7 svart kung · b6 svart bonde · d6 svart bonde · f5 vit torn · h5 vit bonde · e4 vit bonde · f4 vit drottning · f3 vit bonde · a2 svart torn · f2 svart drottning · h2 vit bonde · h1 vit kung | c8 vit torn · e7 svart löpare · f7 svart bonde · g7 svart bonde · h7 svart kung · b6 svart bonde · d6 svart bonde · f5 vit torn · h5 vit bonde · e4 vit bonde · f4 vit drottning · f3 vit bonde · a2 svart torn · f2 svart drottning · h2 vit bonde · h1 vit kung | c8 vit torn · e7 svart löpare · f7 svart bonde · g7 svart bonde · h7 svart kung · b6 svart bonde · d6 svart bonde · f5 vit torn · h5 vit bonde · e4 vit bonde · f4 vit drottning · f3 vit bonde · a2 svart torn · f2 svart drottning · h2 vit bonde · h1 vit kung | c8 vit torn · e7 svart löpare · f7 svart bonde · g7 svart bonde · h7 svart kung · b6 svart bonde · d6 svart bonde · f5 vit torn · h5 vit bonde · e4 vit bonde · f4 vit drottning · f3 vit bonde · a2 svart torn · f2 svart drottning · h2 vit bonde · h1 vit kung | c8 vit torn · e7 svart löpare · f7 svart bonde · g7 svart bonde · h7 svart kung · b6 svart bonde · d6 svart bonde · f5 vit torn · h5 vit bonde · e4 vit bonde · f4 vit drottning · f3 vit bonde · a2 svart torn · f2 svart drottning · h2 vit bonde · h1 vit kung | 6 |
| 5 | c8 vit torn · e7 svart löpare · f7 svart bonde · g7 svart bonde · h7 svart kung · b6 svart bonde · d6 svart bonde · f5 vit torn · h5 vit bonde · e4 vit bonde · f4 vit drottning · f3 vit bonde · a2 svart torn · f2 svart drottning · h2 vit bonde · h1 vit kung | c8 vit torn · e7 svart löpare · f7 svart bonde · g7 svart bonde · h7 svart kung · b6 svart bonde · d6 svart bonde · f5 vit torn · h5 vit bonde · e4 vit bonde · f4 vit drottning · f3 vit bonde · a2 svart torn · f2 svart drottning · h2 vit bonde · h1 vit kung | c8 vit torn · e7 svart löpare · f7 svart bonde · g7 svart bonde · h7 svart kung · b6 svart bonde · d6 svart bonde · f5 vit torn · h5 vit bonde · e4 vit bonde · f4 vit drottning · f3 vit bonde · a2 svart torn · f2 svart drottning · h2 vit bonde · h1 vit kung | c8 vit torn · e7 svart löpare · f7 svart bonde · g7 svart bonde · h7 svart kung · b6 svart bonde · d6 svart bonde · f5 vit torn · h5 vit bonde · e4 vit bonde · f4 vit drottning · f3 vit bonde · a2 svart torn · f2 svart drottning · h2 vit bonde · h1 vit kung | c8 vit torn · e7 svart löpare · f7 svart bonde · g7 svart bonde · h7 svart kung · b6 svart bonde · d6 svart bonde · f5 vit torn · h5 vit bonde · e4 vit bonde · f4 vit drottning · f3 vit bonde · a2 svart torn · f2 svart drottning · h2 vit bonde · h1 vit kung | c8 vit torn · e7 svart löpare · f7 svart bonde · g7 svart bonde · h7 svart kung · b6 svart bonde · d6 svart bonde · f5 vit torn · h5 vit bonde · e4 vit bonde · f4 vit drottning · f3 vit bonde · a2 svart torn · f2 svart drottning · h2 vit bonde · h1 vit kung | c8 vit torn · e7 svart löpare · f7 svart bonde · g7 svart bonde · h7 svart kung · b6 svart bonde · d6 svart bonde · f5 vit torn · h5 vit bonde · e4 vit bonde · f4 vit drottning · f3 vit bonde · a2 svart torn · f2 svart drottning · h2 vit bonde · h1 vit kung | c8 vit torn · e7 svart löpare · f7 svart bonde · g7 svart bonde · h7 svart kung · b6 svart bonde · d6 svart bonde · f5 vit torn · h5 vit bonde · e4 vit bonde · f4 vit drottning · f3 vit bonde · a2 svart torn · f2 svart drottning · h2 vit bonde · h1 vit kung | 5 |
| 4 | c8 vit torn · e7 svart löpare · f7 svart bonde · g7 svart bonde · h7 svart kung · b6 svart bonde · d6 svart bonde · f5 vit torn · h5 vit bonde · e4 vit bonde · f4 vit drottning · f3 vit bonde · a2 svart torn · f2 svart drottning · h2 vit bonde · h1 vit kung | c8 vit torn · e7 svart löpare · f7 svart bonde · g7 svart bonde · h7 svart kung · b6 svart bonde · d6 svart bonde · f5 vit torn · h5 vit bonde · e4 vit bonde · f4 vit drottning · f3 vit bonde · a2 svart torn · f2 svart drottning · h2 vit bonde · h1 vit kung | c8 vit torn · e7 svart löpare · f7 svart bonde · g7 svart bonde · h7 svart kung · b6 svart bonde · d6 svart bonde · f5 vit torn · h5 vit bonde · e4 vit bonde · f4 vit drottning · f3 vit bonde · a2 svart torn · f2 svart drottning · h2 vit bonde · h1 vit kung | c8 vit torn · e7 svart löpare · f7 svart bonde · g7 svart bonde · h7 svart kung · b6 svart bonde · d6 svart bonde · f5 vit torn · h5 vit bonde · e4 vit bonde · f4 vit drottning · f3 vit bonde · a2 svart torn · f2 svart drottning · h2 vit bonde · h1 vit kung | c8 vit torn · e7 svart löpare · f7 svart bonde · g7 svart bonde · h7 svart kung · b6 svart bonde · d6 svart bonde · f5 vit torn · h5 vit bonde · e4 vit bonde · f4 vit drottning · f3 vit bonde · a2 svart torn · f2 svart drottning · h2 vit bonde · h1 vit kung | c8 vit torn · e7 svart löpare · f7 svart bonde · g7 svart bonde · h7 svart kung · b6 svart bonde · d6 svart bonde · f5 vit torn · h5 vit bonde · e4 vit bonde · f4 vit drottning · f3 vit bonde · a2 svart torn · f2 svart drottning · h2 vit bonde · h1 vit kung | c8 vit torn · e7 svart löpare · f7 svart bonde · g7 svart bonde · h7 svart kung · b6 svart bonde · d6 svart bonde · f5 vit torn · h5 vit bonde · e4 vit bonde · f4 vit drottning · f3 vit bonde · a2 svart torn · f2 svart drottning · h2 vit bonde · h1 vit kung | c8 vit torn · e7 svart löpare · f7 svart bonde · g7 svart bonde · h7 svart kung · b6 svart bonde · d6 svart bonde · f5 vit torn · h5 vit bonde · e4 vit bonde · f4 vit drottning · f3 vit bonde · a2 svart torn · f2 svart drottning · h2 vit bonde · h1 vit kung | 4 |
| 3 | c8 vit torn · e7 svart löpare · f7 svart bonde · g7 svart bonde · h7 svart kung · b6 svart bonde · d6 svart bonde · f5 vit torn · h5 vit bonde · e4 vit bonde · f4 vit drottning · f3 vit bonde · a2 svart torn · f2 svart drottning · h2 vit bonde · h1 vit kung | c8 vit torn · e7 svart löpare · f7 svart bonde · g7 svart bonde · h7 svart kung · b6 svart bonde · d6 svart bonde · f5 vit torn · h5 vit bonde · e4 vit bonde · f4 vit drottning · f3 vit bonde · a2 svart torn · f2 svart drottning · h2 vit bonde · h1 vit kung | c8 vit torn · e7 svart löpare · f7 svart bonde · g7 svart bonde · h7 svart kung · b6 svart bonde · d6 svart bonde · f5 vit torn · h5 vit bonde · e4 vit bonde · f4 vit drottning · f3 vit bonde · a2 svart torn · f2 svart drottning · h2 vit bonde · h1 vit kung | c8 vit torn · e7 svart löpare · f7 svart bonde · g7 svart bonde · h7 svart kung · b6 svart bonde · d6 svart bonde · f5 vit torn · h5 vit bonde · e4 vit bonde · f4 vit drottning · f3 vit bonde · a2 svart torn · f2 svart drottning · h2 vit bonde · h1 vit kung | c8 vit torn · e7 svart löpare · f7 svart bonde · g7 svart bonde · h7 svart kung · b6 svart bonde · d6 svart bonde · f5 vit torn · h5 vit bonde · e4 vit bonde · f4 vit drottning · f3 vit bonde · a2 svart torn · f2 svart drottning · h2 vit bonde · h1 vit kung | c8 vit torn · e7 svart löpare · f7 svart bonde · g7 svart bonde · h7 svart kung · b6 svart bonde · d6 svart bonde · f5 vit torn · h5 vit bonde · e4 vit bonde · f4 vit drottning · f3 vit bonde · a2 svart torn · f2 svart drottning · h2 vit bonde · h1 vit kung | c8 vit torn · e7 svart löpare · f7 svart bonde · g7 svart bonde · h7 svart kung · b6 svart bonde · d6 svart bonde · f5 vit torn · h5 vit bonde · e4 vit bonde · f4 vit drottning · f3 vit bonde · a2 svart torn · f2 svart drottning · h2 vit bonde · h1 vit kung | c8 vit torn · e7 svart löpare · f7 svart bonde · g7 svart bonde · h7 svart kung · b6 svart bonde · d6 svart bonde · f5 vit torn · h5 vit bonde · e4 vit bonde · f4 vit drottning · f3 vit bonde · a2 svart torn · f2 svart drottning · h2 vit bonde · h1 vit kung | 3 |
| 2 | c8 vit torn · e7 svart löpare · f7 svart bonde · g7 svart bonde · h7 svart kung · b6 svart bonde · d6 svart bonde · f5 vit torn · h5 vit bonde · e4 vit bonde · f4 vit drottning · f3 vit bonde · a2 svart torn · f2 svart drottning · h2 vit bonde · h1 vit kung | c8 vit torn · e7 svart löpare · f7 svart bonde · g7 svart bonde · h7 svart kung · b6 svart bonde · d6 svart bonde · f5 vit torn · h5 vit bonde · e4 vit bonde · f4 vit drottning · f3 vit bonde · a2 svart torn · f2 svart drottning · h2 vit bonde · h1 vit kung | c8 vit torn · e7 svart löpare · f7 svart bonde · g7 svart bonde · h7 svart kung · b6 svart bonde · d6 svart bonde · f5 vit torn · h5 vit bonde · e4 vit bonde · f4 vit drottning · f3 vit bonde · a2 svart torn · f2 svart drottning · h2 vit bonde · h1 vit kung | c8 vit torn · e7 svart löpare · f7 svart bonde · g7 svart bonde · h7 svart kung · b6 svart bonde · d6 svart bonde · f5 vit torn · h5 vit bonde · e4 vit bonde · f4 vit drottning · f3 vit bonde · a2 svart torn · f2 svart drottning · h2 vit bonde · h1 vit kung | c8 vit torn · e7 svart löpare · f7 svart bonde · g7 svart bonde · h7 svart kung · b6 svart bonde · d6 svart bonde · f5 vit torn · h5 vit bonde · e4 vit bonde · f4 vit drottning · f3 vit bonde · a2 svart torn · f2 svart drottning · h2 vit bonde · h1 vit kung | c8 vit torn · e7 svart löpare · f7 svart bonde · g7 svart bonde · h7 svart kung · b6 svart bonde · d6 svart bonde · f5 vit torn · h5 vit bonde · e4 vit bonde · f4 vit drottning · f3 vit bonde · a2 svart torn · f2 svart drottning · h2 vit bonde · h1 vit kung | c8 vit torn · e7 svart löpare · f7 svart bonde · g7 svart bonde · h7 svart kung · b6 svart bonde · d6 svart bonde · f5 vit torn · h5 vit bonde · e4 vit bonde · f4 vit drottning · f3 vit bonde · a2 svart torn · f2 svart drottning · h2 vit bonde · h1 vit kung | c8 vit torn · e7 svart löpare · f7 svart bonde · g7 svart bonde · h7 svart kung · b6 svart bonde · d6 svart bonde · f5 vit torn · h5 vit bonde · e4 vit bonde · f4 vit drottning · f3 vit bonde · a2 svart torn · f2 svart drottning · h2 vit bonde · h1 vit kung | 2 |
| 1 | c8 vit torn · e7 svart löpare · f7 svart bonde · g7 svart bonde · h7 svart kung · b6 svart bonde · d6 svart bonde · f5 vit torn · h5 vit bonde · e4 vit bonde · f4 vit drottning · f3 vit bonde · a2 svart torn · f2 svart drottning · h2 vit bonde · h1 vit kung | c8 vit torn · e7 svart löpare · f7 svart bonde · g7 svart bonde · h7 svart kung · b6 svart bonde · d6 svart bonde · f5 vit torn · h5 vit bonde · e4 vit bonde · f4 vit drottning · f3 vit bonde · a2 svart torn · f2 svart drottning · h2 vit bonde · h1 vit kung | c8 vit torn · e7 svart löpare · f7 svart bonde · g7 svart bonde · h7 svart kung · b6 svart bonde · d6 svart bonde · f5 vit torn · h5 vit bonde · e4 vit bonde · f4 vit drottning · f3 vit bonde · a2 svart torn · f2 svart drottning · h2 vit bonde · h1 vit kung | c8 vit torn · e7 svart löpare · f7 svart bonde · g7 svart bonde · h7 svart kung · b6 svart bonde · d6 svart bonde · f5 vit torn · h5 vit bonde · e4 vit bonde · f4 vit drottning · f3 vit bonde · a2 svart torn · f2 svart drottning · h2 vit bonde · h1 vit kung | c8 vit torn · e7 svart löpare · f7 svart bonde · g7 svart bonde · h7 svart kung · b6 svart bonde · d6 svart bonde · f5 vit torn · h5 vit bonde · e4 vit bonde · f4 vit drottning · f3 vit bonde · a2 svart torn · f2 svart drottning · h2 vit bonde · h1 vit kung | c8 vit torn · e7 svart löpare · f7 svart bonde · g7 svart bonde · h7 svart kung · b6 svart bonde · d6 svart bonde · f5 vit torn · h5 vit bonde · e4 vit bonde · f4 vit drottning · f3 vit bonde · a2 svart torn · f2 svart drottning · h2 vit bonde · h1 vit kung | c8 vit torn · e7 svart löpare · f7 svart bonde · g7 svart bonde · h7 svart kung · b6 svart bonde · d6 svart bonde · f5 vit torn · h5 vit bonde · e4 vit bonde · f4 vit drottning · f3 vit bonde · a2 svart torn · f2 svart drottning · h2 vit bonde · h1 vit kung | c8 vit torn · e7 svart löpare · f7 svart bonde · g7 svart bonde · h7 svart kung · b6 svart bonde · d6 svart bonde · f5 vit torn · h5 vit bonde · e4 vit bonde · f4 vit drottning · f3 vit bonde · a2 svart torn · f2 svart drottning · h2 vit bonde · h1 vit kung | 1 |
|   | a | b | c | d | e | f | g | h |   |

I det sista särspelspartiet avgjorde Carlsen med ett spektakulärt damoffer. I diagramställningen spelade han 50.Dh6+!! och Karjakin gav upp. Det blir matt efter 50…Kxh6 51.Th8# eller 50…gxh6 51.Txf7#. 